# Aisholt
Aisholt är en by i civil parish Spaxton, i enhetskommunen Somerset, i grevskapet Somerset, i England. Byn är belägen 11 km från Taunton. Aisholt var en civil parish fram till 1933 när blev den en del av Spaxton. Civil parish hade 44 invånare år 1931. Byn nämndes i Domedagsboken (Domesday Book) år 1086, och kallades då 	Terra Olta.